# Most Port Mann
Most Port Mann je 10-pasovni most s poševnimi zategami, odprt za promet leta 2012. Trenutno je drugi najdaljši tak tip mostu v Severni Ameriki in je bil najširši most na svetu do odprtja novega mostu Bay v Kaliforniji  Novi most je zamenjal jekleni ločni most, ki je prečkal reko Fraser in povezoval Coquitlam s Surreyem v Britanski Kolumbiji (Kanada) v bližini Vancouvra. Stari most je sestavljen iz treh razponov z ortotropno voziščno konstrukcijo s petimi prometnimi pasov Trans-Canada Highway št. 1, s pristopom na treh jeklenih nosilcih in betonskim voziščem. Skupna dolžina prejšnjega mostu Port Mann je bila 2093 m, vključno s pristopnim delom. Glavni razpon je 366 m, plus dva po 110 m na vsaki strani. Prometna obremenitev na starem mostu je bila 127.000 voženj na dan. Približno 8 odstotkov prometa na Port Mann most je bilo tovornjakov. Prejšnji most je bil v času otvoritve najdaljši ločni most v Kanadi in tretji najdaljši na svetu.

## Zgodovina
Stari most Port Mann so odprli 12. junija 1964, z originalno izvedbo štirih pasov. Ime je dobil po občini Port Mann, skozi katere južni konec prečka. V času gradnje je bil najdražji kos avtoceste v Kanadi. Leta 2001 je bil dodan vzhodni HOV pas (High-occupancy vehicle lane - pas za polno zasedena vozila), s premikanjem srednjega delilnika in konzolne mostne konstrukcije navzven z upoštevanje seizmične nadgradnje. 

## Zamenjava
31. januarja 2006 je Ministrstvo za promet Britanske Kolumbije predstavilo razvojni prometni program kot sredstvo za reševanje naraščajočih prometnih zastojev. Projekt je prvotno predvidel dvojčka obstoječega mostu Port Mann z izgradnjo drugega mostu, ki bi nanj mejil, vendar je bil projekt spremenjen v izgradnjo nadomestnega 10-pasovnega mostu, načrtovanega, da bo največji na svetu in rušenjem starega mostu.
Port Mann / Highway 1 projekt je dobil še HOV pas in pas za kolesarje in dostop za pešce. Skupni pas za pešce / kolesarska pot je načrtovana, da bo odprta v začetku leta 2015, ko bo vseh 10 prometnih pasov končanih. Ponovno je bil, po več kot 20 letih, uveden avtobus. Vendar pa so kritiki trdili, da bo novi most končan z zamudo zaradi ponovne uvedbe avtobusnega prevoza. Nova avtobusna hitra tranzitna proga zdaj deluje po HOV pasu vzdolž Highway 1 od Langley do Burnaby.
Ocenjeni stroški gradnje so bili $ 2.460.000.000, vključno s stroški za nadgradnjo Highway 1, skupaj 37 kilometrov ceste. Od tega samo most predstavlja približno tretjino ($ 820.000.000). Skupni stroški, vključno z delovanjem in vzdrževanjem bodo po ocenah znašali $ 3.300.000.000. Zdaj, ko je novi most končan, bo obstoječi most, star več kot 45 let porušen. 
Projekt je bil mišljen, da se bo financiral s pomočjo javno-zasebnega partnerstva, in Connect BC Development Group je bila izbrana kot prednostni investitor. Skupina je sestavljena iz skupin Macquarie, Transtoll Inc., Peter Kiewit Sons Co in Flatiron Constructors. Čeprav je bil memorandum o soglasju podpisan s strani province, končni pogoji niso bili dogovorjeni. Posledica je bila, da se je provinca odločila financirati celoten strošek zamenjave.
Novi most je 2,02 kilometra dolg, 65 metrov širok in ima 10 pasov. 42 metrov znaša svetla višina nad nivojem visoke vode (enako kot stari most). Piloni so približno 75 metrov visoki nad nivojem voziščne konstrukcije, skupna višina pa je približno 163 metrov. Glavni razpon (med pilonoma) je 470 metrov, drugi najdaljši most s poševnimi zategami na zahodni polobli. Glavni most (med koncem kablov) ima dolžino 850 metrov z dvema pilonoma in 288 kabli. Poleg 10 prometnih pasov, je novi most zgrajen za sprejem naknadne vgradnje lahkega hitrega vlaka pod glavnim krovom. 
18. septembra 2012 je bil novi most Port Mann odprt za vzhodno stran prometa. S 65 metri širine, je na svetu najširši most velikih razponov in je prehitel svetovno znani Sydney Harbour Bridge, ki ima 49 metrov in je imel rekord od leta 1932.

### Nasprotovanje mostu dvojčku
Številne skupine so lobirale za izboljšan javni prevoz namesto gradnje novega mostu. Mestni svet Burnabyja, Vancouvra in direktorji GVRD (zdaj Metro Vancouver) so sprejeli sklepe, ki so nasprotovali širitvi Port Mann/Highway 1. Nasprotniki širitve so bili lokalne okoljske skupine, urbanisti in Sightline Institute Washington države.
Nasprotniki so trdili, da bi širjenje avtocestne zmogljivosti povečalo emisije toplogrednih plinov in razbremenilo zastojev le za nekaj let, preden bo povečan promet spet preobremenjeval območje in da bi širitev cestne zmogljivosti spodbujala širjenje predmestja. Livable Region Coalition je pozvala ministra za promet Kevina Falcona, da razmisli o hitri tranzitni liniji in boljši avtobusni progi namesto gradnje novega mostu. David Suzuki Foundation je trdila, da načrt krši cilje strateškega načrta Metro Vancouver.

### Težave
10. februarja 2012, v času gradnje nadomestnega mostu, se je porušil žerjav in povzročil padec 90-tonskega betonskega elementa mostu v vodo. Medtem ko ni bil nihče poškodovan, je nesreča povzročila zamudo pri gradnji. Inšpektorji WorkSafeBC so ocenili varnostne zahteve na gradbišču.
19. decembra 2012 se je zaradi hladnega vremena led kopičil na nosilnih kablih in občasno padal na vozišče na vozila. ICBC, zavarovalnica za vozila v Britanski Kolumbiji, poroča o 60 ločenih zahtevkih za škodo od ledu. Poleg tega je en voznik zahteval nujno zdravstveno pomoč zaradi poškodb. RCMP je zaprl most med 13:30 in 6:00, medtem ko so inženirji raziskovali posledice.

## Cestnina
Za zagotavljanje stroškov gradnje in obratovanja, je most elektronsko cestninjen. Cene cestnin so 3 $ za avto, 1,50 $ za motorno kolo, 6 $ za majhen tovornjak in 9 $ za velik tovornjak. Z višjimi cenami in večjim prometom, Transport Investment Corporation (TI Corp), javna kronska družba odgovorna za cestninsko poslovanje na mostu Port Mann napoveduje, da se bo prihodek povečal za 85 % med letoma 2014 in 2017. Pristojbine se ugotavljajo z radiofrekvenčno identifikacijo (RFID) ali fotografijo registrske tablice. Voznik z A.B.C. licenco, ki dolguje več kot 25 dolarjev neplačanih cestnin v 90 dneh, se kaznuje z 20 $ in ne more kupiti zavarovanja vozila ali obnoviti registracije brez plačila dolga.